# Агломерація Куритиба (мезорегіон)
Агломерація Куритиба (порт. Mesorregião Metropolitana de Curitiba) — адміністративно-статистичний мезорегіон в Бразилії, входить в штат Парана. Населення становить 5595 тис. чоловік на 2006 рік. Займає площу 22 823,708 км². Густота населення — 157,5 чол./км².

## Склад мезорегіону
В мезорегіон входять наступні мікрорегіони:
1. Серру-Азул
2. Куритиба
3. Лапа
4. Паранагуа
5. Ріу-Негру

| Бразилія | Це незавершена стаття з географії Бразилії. Ви можете допомогти проєкту, виправивши або дописавши її. |